# Erik Brødreskift
Erik Brødreskift, noto anche con lo pseudonimo di Grim (Bergen, 23 dicembre 1969 – Bergen, 4 ottobre 1999), è stato un batterista norvegese. È stato batterista di molte band black metal norvegesi, fino alla morte per suicidio a causa di una overdose.
Tra i gruppi di cui fece parte i più importanti furono Immortal, Borknagar, Orth e Gorgoroth. 
Il gruppo black metal tedesco Nargaroth gli ha dedicato una canzone intitolata Erik, May You Rape the Angels all'interno dell'album Black Metal Ist Krieg (A Dedication Monument).
Il festival Hole in the Sky che si svolge annualmente a Bergen è stato dedicato alla sua memoria.

## Carriera
- 1993–1994: batterista per gli Immortal
- 1995–1998: batterista per i Borknagar
- 1996–1997: batterista in studio per gli Orth
- 1996–1997: batterista per i Gorgoroth

## Discografia

### Con i Borknagar

#### Album in studio
- 1996 - Borknagar
- 1997 - The Olden Domain
- 1998 - The Archaic Course

#### Raccolte
- 2008 - For the Elements 1996 - 2006

### Con i Gorgoroth

#### Album in studio
- 1997 - Under the Sign of Hell

#### EP
- 1996 - The Last Tormentor